# Hilton Moscow Leningradskaya Hotel
«Ленінградська», готель «Ленінградський» (сучасна офіційна назва — Hilton Moscow Leningradskaya Hotel; Каланчевська вулиця, 21/40) — один з найбільш відомих готелів Москви, розташований на Комсомольській площі в 17-поверховому будинку (однієї зі семи сталінських висоток Москви).
Будівля готелю зведена в 1949—1954 рр. за проектом архітекторів Л. М. Полякова, О. Б. Борецького, й інженера та головного конструктора ленінградського Проектного інституту № 1 Євгена Васильовича М'ятлюка. Утворює органічне ціле з ансамблем Комсомольської площі. Серед інших «висоток» виділяється скромною висотою (всього 136 метрів) і витонченістю обробки екстер'єру та інтер'єру. В обробці фасаду разом з білою керамічною плиткою використана червона глазурована кераміка. Ребра і емблема восьмигранного шпиля, розетки між пілонами і кулі на обелісках покриті золотом. Оформлення внутрішнього оздоблення перейнятий духом давньоруської, у тому числі храмової архітектури, інтерес до якої відроджується в повоєнний час, також використані стилізовані елементи московського бароко, два барельєфи із зображенням Дмитра Донського й Олександра Невського у вестибюлі готелю, декоративна решітка і люстри. Також у вестибюлі знаходиться довга бронзова гірлянда-світильник, яка освітлює 5 поверхів.
У готелі до реконструкції було 330 номерів, загальна площа — 25 000 м².
Готель належить ВАТ «Ленінградська», 30 % якого належить місту, 70 % — компанії «Садко-готель» (контрольованої Михайлом Гуцерієвим, власником нафтової компанії «РуссНефть»). Після реконструкції, завершеної в 2008 році, відкрилася під брендом Hilton (знаходиться під управлінням компанії Hilton Worldwide) — Hilton Moscow Leningradskaya Hotel.